# Adolf (postać literacka)
Adolf – fikcyjna postać literacka, jeden z bohaterów Domu otwartego (1883), sztuki Michała Bałuckiego.
Dowcipny, wesoły młody człowiek, wielbiciel Kamilli, starający się o jej rękę. Jest jednak w jej oczach dokuczliwym, niezbyt ciekawym natrętem. Jej uznanie zyskuje, gdy staje w obronie honoru domu Żelskich.
Ważna kwestia o filistrach: "(...) są okropnie wybredni (...), chcą wiedzieć naprzód jaka będzie kolacja, jaka muzyka, jakie panny, czy ładne, czy posażne?".
W spektaklu Teatru Telewizji w reżyserii Michała Kwiecińskiego (1994) rolę Adolfa zagrał Krzysztof Stroiński. Inni znani odtwórcy tej roli to: Wojciech Alaborski (1977, Teatr Telewizji), Henryk Machalica (1959, Teatr Polski, Bielsko-Cieszyn), Wiesław Michnikowski (1947,Teatr Miejski Lublin), Mieczysław Pawlikowski (1946, Teatr Comoedia (MTD) w Warszawie), Igor Przegrodzki (1948, Teatr Ziemi Pomorskiej w Toruniu), Janusz Warmiński (1947, Teatr Comoedia (MTD) w Warszawie).